# Языковщина
Языковщина — деревня в Торопецком районе Тверской области в Плоскошском сельском поселении.

## География
Расположена примерно в 17 верстах к северу от села Плоскошь и в 7 верстах к югу от большой деревни Морхово (которая уже в Новгородской области). Находится на берегу реки Малый Тудер и впадающих в него ручьёв Шаповалка и Шаполка .

## История
В конце XIX — начале XX века входила в Холмский уезд Псковской губернии

## Население
| 2010 |
| ---- |
| 6    |